# Sottsass
Sottsass (24 mars 2016- ) est un cheval de course français, à la robe alezane. Issu de  Siyouni, élevé par l'écurie des Monceaux, il appartient à l'écurie de Peter Brant, White Birch Farm, est entraîné par Jean-Claude Rouget et monté par le jockey italien Cristian Demuro. Il est le lauréat du Prix de l'Arc de Triomphe 2020. 

## Carrière de courses
Né en Normandie, Sottsass fut présenté aux ventes de yearling de Deauville 2017 au moment où sa sœur aînée, Sistercharlie, venait d'obtenir ses galons classiques, et c'est pour la somme de 340 000 € qu'il fut acquis par Jean-Claude Rouget pour le compte de Peter Brant. Nommé d'après l'architecte et designer italien Ettore Sottsass, c'est d'ailleurs sur l'hippodrome de Deauville qu'il fait ses débuts au mois d'août de ses 2 ans, soldés par une modeste quatrième place sous la selle de Christophe Soumillon, avant d'ouvrir son palmarès à Clairefontaine deux mois plus tard. Il s'en tient là pour sa première année de compétition avant de réapparaître l'année suivante à Longchamp, où il ne peut faire mieux que cinquième du Prix La Force, un groupe 3 préparatoire aux classiques du printemps. Une brillante victoire dans une Listed Race début mai lui ouvre les portes des classiques et c'est dans la peau d'un petit outsider qu'il se présente au départ du Prix du Jockey-Club, confié pour la première fois à celui qui sera désormais son jockey attitré, Cristian Demuro. C'est donc une petite surprise de le voir triompher aux dépens du champion Persian King, mais le style autoritaire de sa victoire, autant que le record du parcours qu'il s'adjuge en 2'02"90, ne laisse guère place au doute : sur 2 000 mètres et plus, il est certainement le numéro 1 de sa génération en France. Et il le confirme pour sa rentrée automnale en s'adjugeant sur une simple accélération le Prix Niel, ce qui fait de lui l'un des favoris d'une édition 2019 du Prix de l'Arc de Triomphe, où la championne britannique Enable tente un inédit triplé. Dans le grand rendez-vous d'octobre, sa très belle troisième place derrière ses aînés Waldgeist et Enable prouve qu'il est non seulement le meilleur 3 ans français sur la distance, mais aussi le meilleur 3 ans mondial, ainsi que le confirme son rating FIAH de 123, qui le place devant ses contemporains européens et américains. 
De retour à 4 ans, Sottsass manque sa rentrée, terminant au pied du podium dans le Prix d'Harcourt, à l'évidence à court de compétition. Sa courte victoire dans le Prix Ganay montre qu'il est sur la montante mais une nouvelle défaite dans le Prix Gontaut-Biron, à Deauville, semble accrédité le fait que le cheval a perdu de sa superbe. Son entraîneur, Jean-Claude Rouget, en convient, sans pour autant renoncer à son objectif affiché d'une nouvelle tentative dans l'Arc. C'est dans l'optique de ce rendez-vous d'automne que Sottsass est envoyé en Irlande courir les Irish Champion Stakes sur 2 000 mètres, un choix qui peut sembler surprenant pour se préparer aux 2 400 mètres de l'Arc, mais qui a pour but de redonner un peu de vitesse au cheval. Confronté à des adversaires de grande qualité (les champions Ghaiyyath et Magical), il ne peut terminer que quatrième et cette nouvelle défaite semble condamner Sottsass a un rôle de figurant dans l'Arc. Néanmoins, son entraîneur qui paraissait dubitatif durant l'été, fait montre d'un optimisme grandissant à l'approche de l'Arc, clamant que son protégé n'avait jamais semblé aussi en forme, notamment grâce à cette balade irlandaise. 
C'est donc à une cote de méfiance que Sottsass dans un Arc très singulier, qui sera marqué le huis clos imposé par la crise sanitaire, l'absence des représentants de Coolmore pour une sombre histoire d'aliments contaminés, un terrain lourd, un faux rythme et surtout la défaillance de Enable. Sottsass, lui, n'en a cure et s'impose après avoir prononcé son effort à mi-ligne droite, devançant d'une encolure son cadet In Swoop, et Persian King, qu'il retrouvait à l'occasion. C'est donc sur un triomphe que s'achève sa carrière, tandis qu'il prend le chemin du haras pour s'adonner aux joies de la reproduction. 

### Résumé de carrière
| Date         | Hippodrome     | Pays        | Course                    | Distance    | Statut      | Cote        | Jockey       | Place       | Écart       | Vainqueur ou deuxième | Temps       | Gains       |
| 2018, 2 ans  | 2018, 2 ans    | 2018, 2 ans | 2018, 2 ans               | 2018, 2 ans | 2018, 2 ans | 2018, 2 ans | 2018, 2 ans  | 2018, 2 ans | 2018, 2 ans | 2018, 2 ans           | 2018, 2 ans | 2018, 2 ans |
| ------------ | -------------- | ----------- | ------------------------- | ----------- | ----------- | ----------- | ------------ | ----------- | ----------- | --------------------- | ----------- | ----------- |
| 21 août      | Deauville      | France      | Prix de Montaigu          | 1 600 m     | Maiden      | 2,9/1       | C. Soumillon | 4e / 9      | 8 ¼         | Lone Peak             | 1'45"75     | 2 700 €     |
| 26 octobre   | Clairefontaine | France      | Prix Filiberto            | 2 400 m     | Maiden      | 2,7/1       | C. Soumillon | 1er / 12    | 3           | Flop Shot             | 1'41"20     | 13 500 €    |
| 2019, 3 ans  |                |             |                           |             |             |             |              |             |             |                       |             |             |
| 7 avril      | Longchamp      | France      | Prix La Force             | 1 800 m     | Gr. 3       | 5,8/1       | C. Soumillon | 5e / 7      | 2 ¾         | Shaman                | 1'50"24     | 4 000 €     |
| 2 mai        | Chantilly      | France      | Prix de Suresnes          | 2 000 m     | Listed      | 2,1/1       | C. Soumillon | 1er / 6     | 6 ½         | Battle of Toro        | 2'06"03     | 13 500 €    |
| 2 juin       | Chantilly      | France      | Prix du Jockey-Club       | 2 400 m     | Gr. 1       | 13/1        | C. Demuro    | 1er / 15    | 2           | Persian King          | 2'02"90     | 857 100 €   |
| 15 septembre | Longchamp      | France      | Prix Niel                 | 2 400 m     | Gr. 2       | 1/2         | C. Demuro    | 1er / 5     | 1 ¼         | Mutamakina            | 2'27"45     | 74 100 €    |
| 6 octobre    | Longchamp      | France      | Prix de l'Arc de Triomphe | 2 400 m     | Gr. 1       | 6,6/10      | C. Demuro    | 3e / 12     | 3 ½         | Waldgeist             | 2'31"97     | 571 500 €   |
| 2020, 4 ans  |                |             |                           |             |             |             |              |             |             |                       |             |             |
| 11 mai       | Longchamp      | France      | Prix d'Harcourt           | 2 000 m     | Gr. 2       | 2/5         | C. Demuro    | 4e / 9      | 2           | Shaman                | 2'06"68     | 7 084 €     |
| 14 juin      | Chantilly      | France      | Prix Ganay                | 2 100 m     | Gr. 1       | Égalité     | C. Demuro    | 1er / 5     | tête        | Way to Paris          | 2'06"38     | 115 651 €   |
| 15 août      | Deauville      | France      | Prix Gontaut-Biron        | 2 000 m     | Gr. 3       | 6/5         | C. Demuro    | 2e / 7      | enc.        | Skalleti              | 2'12"51     | 12 600 €    |
| 12 septembre | Leopardstown   | Irlande     | Irish Champion Stakes     | 2 000 m     | Gr. 1       | 5/1         | C. Demuro    | 4e / 6      | 2           | Magical               | 2'30"33     | 37 500 €    |
| 4 octobre    | Longchamp      | France      | Prix de l'Arc de Triomphe | 2 400 m     | Gr. 1       | 7,3/1       | C. Demuro    | 1er / 11    | enc.        | In Swoop              | 2'39"30     | 1 926 760 € |

## Au haras
Au printemps 2021, Sottsass prend ses quartiers au haras irlandais de Coolmore, en vertu d'un accord entre son propriétaire et le consortium irlandais, avec un prix de saillie fixé à 30 000 €. En octobre 2024, il est acquis par la Japan Bloodhorse Breeders’ Association et poursuit sa carrière sur l'île d'Hokkaidō.  

## Origines
Sottsass est l'un des meilleurs produits de Siyouni, miler de qualité, vainqueur du Prix Jean-Luc Lagardère, placé de groupe 1 à 3 ans, sans que son palmarès l'autorise toutefois à espérer une carrière d'étalon de tout premier plan. C'est d'ailleurs pour la relativement modique somme de 7 000 € la saille que ce produit de l'élevage Aga Khan propose ses services lors de sa première année au haras, en 2011, avant que les résultats de sa progéniture sur les pistes ne fassent s'envoler son carnet de bal, ainsi que ses tarifs : son prix de saillie atteint les 100 000 € en 2019, puis 150 000 € en 2022, ce qui fait de lui l'étalon le plus cher à s'être jamais produit sur le sol français. On lui doit, outre Sottsass, les champions St Mark's Basilica, Paddington, Tahiyra ou encore Laurens. 
Côté maternel, si Starlet's Sister peut se targuer d'être une fille du meilleur étalon du monde, Galileo, et d'une placée de groupe 1, si elle a beau se réclamer de ses sœurs Anabaa's Creation, placée de groupe 1, et Leo's Starlet, lauréate de groupe 3, son nom n'électrise pas les foules lorsque son premier produit, par le modeste Myboycharlie, foule le ring des ventes de Deauville en octobre 2015. La pouliche s'en va pour une bouchée de pain, 12 000 €. Elle sera baptisée Sistercharlie, se classera deuxième du Prix de Diane et rempotera quelque huit groupe 1 aux États-Unis. En 2016, la deuxième fille de Starlet's Sister, par Acclamation, est acquise par le même courtier que sa sœur, pour 20 000 € cette fois. Elle s'appellera My Sister Nat, remportera un groupe 3 en France et se placera au niveau groupe 1 outre-Atlantique. Après les 340 000 € obtenus pour Sottsass en 2017, la progéniture de Starlet's Sister est enfin regardée d'un autre œil, et quand elle est menée au très huppé Dubawi, le produit de leur rencontre fait flamber les enchères : en 2020, la petite sœur de Sistercharlie, My Sister Nat et Sottsass fait afficher 2 500 000 €. Voici la production de Starlet's Sister :  
- Sistercharlie (2014, Myboycharlie) : 12 000 € yearling. Breeders' Cup Filly & Mare Turf, Beverly D. Stakes (x2), Belmont Oaks Invitational Stakes (Gr.1), Jenny Wiley Stakes (Gr.1), Diana Stakes (Gr.1, x2), Flower Bowl Stakes (Gr.1), Prix Pénélope (Gr.3). 2e Prix de Diane, New York Stakes (Gr.2). 3e Breeders' Cup Filly & Mare Turf,  Diana Stakes, Ballston Spa Stakes (Gr.2)
- My Sister Nat (2015, Acclamation) : 20 000 € yearling. Prix Bertrand de Tarragon (Gr.3), Waya Stakes (Gr.3, x2). 2e Breeders' Cup Filly & Mare Turf, Flower Bowl Stakes (Gr.1), New York Stakes (Gr.2), Glens Falls Stakes (Gr.2, x2), Prix Chloé (Gr.3), Long Island Stakes (Gr.3). 3e Flower Bowl Stakes, New York Stakes (Gr.2), Prix de la Nonette.
- Sottsass
- Radiant Child (2017, Charm Spirit) : 400 000 € yearling. N'a pas couru.
- Parliament (2018, Fastnet Rock) : 700 000 € yearling.
- Pure Dignity (2019, Dubawi) : 2 500 000 € yearling.
- Snowpark (2020, Dubawi)
- Shin Emperor (2021, Siyouni) : 2 100 000 € yearling. Neom Turf Cup (Gr.2), Kyoto Nisai Stakes (Gr.3), 2e Japan Cup, Hopeful Stakes, 3e Tokyo Yushun, Irish Champion Stakes, 5e Satsuki Shō.
- Sestriem (2022, Siyouni)

### Pedigree
| Origines de Sottsass (FR), mâle alezan né en 2016 | Origines de Sottsass (FR), mâle alezan né en 2016 | Origines de Sottsass (FR), mâle alezan né en 2016 | Origines de Sottsass (FR), mâle alezan né en 2016 |
| ------------------------------------------------- | ------------------------------------------------- | ------------------------------------------------- | ------------------------------------------------- |
| Père Siyouni                                      | Pivotal                                           | Polar Falcon                                      | Nureyev                                           |
| Père Siyouni                                      | Pivotal                                           | Polar Falcon                                      | Marie d'Argonne                                   |
| Père Siyouni                                      | Pivotal                                           | Fearless Revival                                  | Cozzene                                           |
| Père Siyouni                                      | Pivotal                                           | Fearless Revival                                  | Stufida                                           |
| Père Siyouni                                      | Sichilla                                          | Danehill                                          | Danzig                                            |
| Père Siyouni                                      | Sichilla                                          | Danehill                                          | Razyana                                           |
| Père Siyouni                                      | Sichilla                                          | Slipstream Queen                                  | Conquistador Cielo                                |
| Père Siyouni                                      | Sichilla                                          | Slipstream Queen                                  | Country Queen                                     |
| Mère Starlet's Sister                             | Galileo                                           | Sadler's Wells                                    | Northern Dancer                                   |
| Mère Starlet's Sister                             | Galileo                                           | Sadler's Wells                                    | Fairy Bridge                                      |
| Mère Starlet's Sister                             | Galileo                                           | Urban Sea                                         | Miswaki                                           |
| Mère Starlet's Sister                             | Galileo                                           | Urban Sea                                         | Allegretta                                        |
| Mère Starlet's Sister                             | Première Création                                 | Green Tune                                        | Green Dancer                                      |
| Mère Starlet's Sister                             | Première Création                                 | Green Tune                                        | Soundings                                         |
| Mère Starlet's Sister                             | Première Création                                 | Allwaki                                           | Miswaki                                           |
| Mère Starlet's Sister                             | Première Création                                 | Allwaki                                           | Alloy (famille 16-h)                              |